# Athens News
Athens News est un journal grec, en langue anglaise. Il est publié de 1952 à 2012.  Le journal offrait des sections régulières couvrant des aspects de l'actualité grecque tels que la politique, les questions sociales, les affaires, les arts et spectacles et les sports, ainsi que l'actualité internationale. Quant aux rubriques, elles comprenaient des analyses des affaires intérieures et étrangères par des universitaires et des experts de premier plan, des chroniques humoristiques et des contributions de lecteurs. Pendant la dictature, Athens News était une voix de premier plan contre la junte, et son éditeur Yannis Horn a été emprisonné et menacé par les dictateurs. 

## Histoire
Athens News est fondé par Yannis Horn, frère de l'acteur Dimítris Horn, et est paru pour la première fois le 29 janvier 1952. Le journal ferme définitivement, en mars 2013, après une longue période de problèmes économiques, ce qui en a fait une victime de la crise grecque.
En 1993, l'Athens News est repensé et réorganisé lorsqu'il est acquis par la Fondation Lambrakis, un centre de recherche à but non lucratif spécialisé, dans l'éducation, et fait ainsi partie du groupe de presse Lambrakis (en). Il s'agit du premier journal grec à être publié sur Internet : une édition en ligne est apparue en 1995. En 2001, après 49 ans de quotidien, l'Athens News devient un hebdomadaire qui paraît le vendredi. En octobre 2008, le journal est racheté par Myenpi Publishing. 

## Pendant la dictature
En octobre 1971, Yannis Horn, l'éditeur de l'Athens News, est arrêté et emprisonné pour avoir écrit un article contre la junte, après une visite à Athènes du vice-président américain Spiro Agnew. Le titre de l'article est, en français : Les bombes et les étudiants recrutés saluent Agnew,.
En 1973, Horn publie un article sous le titre Η πολιτική κατάσταση στην Ελλάδα σήμερα (en français : La situation politique en Grèce aujourd'hui). L'article est écrit en chinois. Horn ne parle pas cette langue, mais il a copié au hasard un article d'un journal chinois qu'il avait vu ce jour-là et il a changé son nom grec Yannis Horn en sa version pseudo-chinoise Ya - nih orn. Il est arrêté pour la publication de l'article et un responsable de la junte lui déclare que s'il était à nouveau pris [par le responsable de la junte], il serait converti en savon,. Yannis Horn ne connaît pas la signification du texte chinois qu'il a mis en première page de son journal, il se rend donc dans un restaurant chinois à Athènes et demande au propriétaire de le traduire pour lui. Le propriétaire, cependant, est un sino-américain et dit à Horn qu'il ne comprend pas le chinois. C'est plus tard que Horn découvre que le texte ne venait pas de Chine continentale, mais d'un journal nationaliste publié à Taïwan.
En avril 1973, l'Athens News est, avec Bradini et Thessalonique, le seul journal en Grèce à publier des commentaires de Konstantínos Karamanlís critiquant la dictature. Les éditions de ces trois journaux sont confisquées par les dictateurs

## Éditeurs
- Yannis Horn (1952-1993)
- Nikiforos Antonopoulos (1993-1994)
- Ramolo Gandolfo (1994-2000)
- John Psaropoulos (2000-2009)
- Ioanna Papadimitropoulou (2009-)

## Cessation de l'impression et des sites web
Athens News cesse de fonctionner, en novembre 2012, tant pour son édition imprimée que le site web.
Le blog d'Athens News est déclaré mort, le 26 décembre 2010, mais il est manifestement fermé depuis un certain temps, en 2009. En avril 2013, le site web existe toujours, mais affiche simplement un logo du journal (et est apparemment défunt, mais pas vacant).

## Source de la traduction
- (en) Cet article est partiellement ou en totalité issu de l’article de Wikipédia en anglais intitulé « Athens News » (voir la liste des auteurs).